# Evart (Míchigan)
Evart es una ciudad ubicada en el condado de Osceola en el estado estadounidense de Míchigan. En el Censo de 2010 tenía una población de 1903 habitantes y una densidad poblacional de 323,82 personas por km².

## Geografía
Evart se encuentra ubicada en las coordenadas 43°53′56″N 85°16′14″O / 43.89889, -85.27056. Según la Oficina del Censo de los Estados Unidos, Evart tiene una superficie total de 5.88 km², de la cual 5.79 km² corresponden a tierra firme y (1.41%) 0.08 km² es agua.

## Demografía
Según el censo de 2010, había 1903 personas residiendo en Evart. La densidad de población era de 323,82 hab./km². De los 1903 habitantes, Evart estaba compuesto por el 95.69% blancos, el 0.79% eran afroamericanos, el 0.79% eran amerindios, el 0.05% eran asiáticos, el 0.11% eran isleños del Pacífico, el 0.11% eran de otras razas y el 2.47% pertenecían a dos o más razas. Del total de la población el 2.21% eran hispanos o latinos de cualquier raza.